# سوسکچه دماغ‌دراز رتیکولاتوس
سوسکچه دماغ‌دراز رتیکولاتوس (نام علمی: Pachyrhynchus reticulatus) نام یک گونه از سرده سوسکچه دماغ‌دراز پاچیرینچوس است.